# Mamma mia, ja hi tornem a ser!
|  | Aquest article tracta sobre la segona pel·lícula. Vegeu-ne altres significats a «Mamma Mia». |

Mamma mia, ja hi tornem a ser! (Mamma Mia! Here We Go Again en la versió original) és una pel·lícula musical de comèdia romàntica de 2018 escrita i dirigida per Ol Parker, d'una història del mateix Parker, Catherine Johnson i Richard Curtis. És una seqüela-preqüela de la pel·lícula de 2008 Mamma Mia!, que al seu torn es basa en el musical del mateix nom que utilitza la música d'ABBA. S'ha subtitulat al català i es va doblar per TV3 el 2023.
Va ser estrenada a Amèrica del Nord i el Regne Unit el 20 de juliol de 2018 per Universal Pictures, deu anys després de l'estrena de l'original.

## Sinopsi
Han passat cinc anys després dels esdeveniments de la primera part, i en el transcurs d'aquests anys, es presenta un fet tràgic per a la vida dels protagonistes: Donna (Meryl Streep), va morir a l'illa. Després d'aquest fet, un any després de la seva mort, Sophie (Amanda Seyfried) decideix renovar l'hotel, el qual porta per nom "Bella Donna".
Dies abans, Sophie prepara una gran inauguració al costat del nou administrador de l'hotel, Fernando Cienfuegos (Andy García), i Sam (Pierce Brosnan), qui es va quedar vivint a l'illa, però ja no és el mateix després de la mort de la seva estimada esposa.
En la pel·lícula es presentaran dues èpoques diferents: l'actualitat dels personatges en la inauguració de l'hotel, i 34 anys enrere, quan Donna en plena joventut (Lily James) es va graduar de la universitat i es va arribar a una boja aventura en anar-se a viure a Grècia, i que la va portar a conèixer els tres possibles pares de la seva filla Sophie.

## Argument
Sophie Sheridan (Amanda Seyfried) s'està preparant per a la gran reobertura de l'hotel de la seva mare Donna (Meryl Streep), després de la mort de Donna un any abans ("Thank You for the Music"). Està molesta perquè dos dels seus pares, Harry (Colin Firth) i Bill (Stellan Skarsgård), no poden arribar a la reobertura i està tenint problemes en la seva relació amb Sky (Dominic Cooper), que es troba a Nova York aprenent sobre administració d'hotels i li agradaria aprofitar una oportunitat de treball allí ("One of Us").
En 1979, una jove Donna (Lily James) es gradua del New College amb Rosie (Alexa Davies) i Tanya (Jessica Keenan Wynn) ("When I Kissed the Teacher") i es prepara per a viatjar pel món. A París, coneix i va de festa amb Harry (Hugh Skinner). Passen la nit junts ("Waterloo"), però Donna marxa cap a Grècia poc després. Ella perd el vaixell cap a Kalokairi, però Bill (Josh Dylan) s'ofereix a portar-la amb el seu iot, i de camí, poden ajudar a un pescador encallat, Alexio (Gerard Monaco), a tornar a la costa a temps per a evitar que l'amor de la seva vida es casi amb un altre. Sense que Donna ho sabés, Harry l'havia seguida a Grècia; no obstant això, va arribar massa tard i, tristament, observa el vaixell que se'n va ("Why Did it Have to Be Me?").
En el present, Tanya (Christine Baranski) i Rosie (Julie Walters) arriben per a fer costat a Sophie amb la reobertura i es revela que Rosie i Bill s'han separat ("Angel Eyes"). Sophie després visita Sam (Pierce Brosnan), qui, com Sophie, encara està afligit per la mort de Donna. En el passat, Donna arriba a l'illa ("I Have a Dream") després que Bill l'hagi deixada per anar a una competició de vela, dient que tornarà en unes setmanes. Mentre explora una granja abandonada, una tempesta sobtada fa que Donna descobreixi un cavall espantat en el soterrani. Ella busca ajuda i troba a un jove Sam (Jeremy Irvine) en la seva motocicleta i ell l'ajuda a salvar el cavall. En el present, una tempesta causa seriosos trastorns en els plans de Sophie per a la gran reobertura i impedeix la cobertura dels mitjans de l'esdeveniment.
En el passat, Donna i Sam estan gaudint d'un romanç vertiginós ("Andante, Andante", "The Name of the Game") fins que Donna descobreix una foto de la promesa de Sam, Lorraine, en el seu calaix. Devastada, Donna li exigeix a Sam que abandoni l'illa i es nega a tornar a veure'l ("Knowing Em, Knowing You"). En el present, Sam reconforta Sophie explicant-li el seu valor per a la seva mare. Mentrestant, Harry deixa el seu negoci a Tòquio per a fer costat a Sophie, i a Estocolm, Bill té la mateixa idea. Bill i Harry es troben al moll, però els diuen que no hi ha vaixells cap a Kalokairi. Després troben Sky, qui també arriba després d'adonar-se que el seu amor per Sophie supera qualsevol oportunitat de treball. Llavors, un Alexio molt més vell reconeix Bill, i els ofereix als tres un viatge en vaixell cap a l'illa, en mostra de gratitud per haver salvat la seva relació.
En el passat, Tanya i Rosie visiten una Donna deprimida. En un bar local, Donna recupera els ànims amb l'ajuda de Tanya i Rosie ("Mamma Mia"). Bill torna a l'illa i Donna se'n va amb ell amb el seu iot, per pena de la Rosie que s'ha enamorat d'en Bill; Mentre són fora, Sam torna, després d'haver tallat amb la seva promesa per Donna, però s'entristeix en saber que ella està amb un altre home i torna a marxar de l'illa. Donna descobreix que està embarassada però no té idea de quin dels seus tres amants recents és el pare. Sofia (Maria Vacratsis), la bestia d'en Bill, escolta el desig de Donna de quedar-se a l'illa, i Donna accepta feliçment la seva oferta de deixar-la viure en la seva granja, on finalment dona a llum a Sophie.
De tornada en el present, els convidats arriben a la festa i Sophie es reuneix amb les seves uns altres dos pares i Sky ("Dancing Queen"). Sophie li revela a Sky que està embarassada i que mai s'ha sentit més pròxima a la seva mare, ara que ha entès el que la seva mare va passar exactament en el mateix lloc. Bill i Rosie es reuneixen pel seu dolor per Donna. L'àvia separada de Sophie i la mare de Donna, Ruby (Cher), arriba a pesar que Sophie va decidir no convidar-la. Ella revela que Sky la va rastrejar a Nova York i vol construir una relació real amb Sophie. Després, Sophie interpreta una cançó amb Tanya i Rosie en honor a la seva mare ("I've Been Waiting For You") i la seva àvia li diu entre llàgrimes després l'orgullosa que està d'ella. Ruby després es reuneix amb Fernando (Andy García), el gerent de l'hotel i el seu ex amant en 1959 ("Fernando").
Nou mesos després, Sophie dona a llum a un bebè, anomenat Donny. Tots es reuneixen per al seu bateig on Tanya coqueteja amb el germà de Fernando, Rafael (Jonathan Goldsmith). La cerimònia es duu a terme amb l'esperit de Donna cuidant a la seva filla amb orgull mentre les dues tenen un moment final abans que l'esperit de Donna s'esvaeixi ("My Love, My Life"). Els crèdits finals mostren que tots els personatges, inclosos Donna i l'elenc més jove, cantant "Super Trouper" en una gran festa a l'Hotel Bella Donna.

## Repartiment
- Amanda Seyfried com Sophie Sheridan, la filla de 25 anys de Donna, fillastra de Sam, parella de Sky, esposa d'ell al final de la primera pel·lícula i mare d'un bebè al final d'aquesta.
- Meryl Streep com Donna Sheridan, la mare de Sophie i filla de Ruby, antiga propietària de l'Hotel Bella Donna, també esposa de Sam. Va morir fa un any en la trama de la pel·lícula.
  - Lily James com Donna Sheridan, en la seva joventut.
- Dominic Cooper com Sky, la parella de Sophie.
- Christine Baranski com Tanya Chesham-Leigh, una de les amigues de Donna i anterior companya de banda en Donna i les Dynamos; una milionària tres vegades divorciada.
  - Jessica Keenan Wynn com Tanya Chesam, en la seva joventut.
- Julie Walters com Rosie Mulligan, una de les amigues de Donna i anterior companya de banda en Donna i les Dynamos; una soltera autora amant de la diversió.
  - Alexa Davies com Rosie Mulligan, en la seva joventut.
- Pierce Brosnan com Sam Carmichael, el padrastre i possible pare de Sophie, un arquitecte irlando-estatunidenc, i vidu de Donna.
  - Jeremy Irvine com Sam Carmichael, en la seva joventut.
- Colin Firth com Harry Bright, possible pare de Sophie i un banquer britànic.
  - Hugh Skinner como Harry Bright, en su juventud.
- Stellan Skarsgård com Bill Anderson, possible pare de Sophie, un mariner suec i escriptor de viatges.
  - Josh Dylan com Bill Anderson, en la seva joventut.
- Andy García com Fernando Cienfuegos, administrador del renovat Hotel Bella Donna.
- Cher com Ruby Sheridan, la mare de Donna i àvia de Sophie.
- Celia Imrie com a canceller d'universitat.
- Maria Vacratsis com Sofía.
- Omid Djalili com un oficial de vendes grec.
- Gerard Monaco com Alexio.
- Panos Mouzourakis com Lazaros.
- Naoko Mori com Yumiko.
- Togo Igawa com Tateyama.

### Cameos
- Björn Ulvaeus com a professor universitari.
- Benny Andersson com a pianista en el restaurant parisenc durant "Waterloo".
- Jonathan Goldsmith com a Don Rafael Cienfuegos, germà de Fernando Cienfuegos.

## Producció

### Desenvolupament
A causa de l'èxit de Mamma Mia!, el cap de l'estudi Hollywood David Linde, copresident d'Universal Pictures va comptar a The Daily Mail que encara que prendria un temps, podria haver-hi una seqüela. Va dir que estaria encantat si Judy Craymer, Catherine Johnson, Phyllida Lloyd, Benny Andersson i Björn Ulvaeus estiguessin d'acord amb el projecte, esmentant que hi havia moltes cançons de ABBA encara per usar.
Mamma Mia! Here We Go Again va ser anunciada el 19 de maig de 2017, planejant la seva estrena per al 20 de juliol de 2018. Serà escrita i dirigida per Ol Parker.
El 27 de setembre de 2017, Benny Andersson va confirmar que 3 cançons de ABBA apareixerien en la pel·lícula: "When I Kissed the Teacher," "I Wonder (Departure)", i "Angeleyes." Una d'elles és "Fernando" interpretada per la cantant estatunidenca Cher.

### Elenc
L'1 de juny de 2017, es va anunciar que Seyfried tornaria com Sophie. Aquest mes més tard, Dominic Cooper va confirmar en una entrevista que tornaria per a la seqüela al costat de Meryl Streep, Firth i Brosnan. Al juliol de 2017, es va confirmar que Baranski tornaria com Tanya. El 12 de juliol de 2017, Lily James es va unir al repartiment per a interpretar a "Donna Jove". El 3 d'agost, Jeremy Irvine i Alexa Davies es van unir al film, amb Irvine interpretant al personatge de Brosnan, Sam en el passat, i Davies interpretant a Rosie Jove, interpretada per Julie Walters en la primera pel·lícula. El 16 d'agost, es va anunciar que Jessica Keenan Wynn s'havia unit com Tanya Jove, interpretada per Baranski en la primera pel·lícula. Julie Walters i Stellan Skarsgård també repetiran els seus papers com Rosie i Bill, respectivament. El 16 d'octubre de 2017, es va revelar que la cantant/actriu Cher s'havia unit al repartiment.

### Filmació
La fotografia principal va començar el 12 d'agost de 2017 a Croàcia, incloent l'illa de Vis. L'elenc es va reunir a l'octubre de 2017, en els Estudis Shepperton en Surrey, Anglaterra, per a gravar algunes cançons i números de ball amb Cher. El rodatge va finalitzar el 2 de desembre de 2017.

## Estrena
Mamma Mia! Here We Go Again va ser estrenada el 20 de juliol de 2018 per Universal Pictures al Regne Unit, els Estats Units i altres països seleccionats.

## Música

### Interpretacions
| Títol | Títol                     | Interpretació                                   |
| ----- | ------------------------- | ----------------------------------------------- |
| 1     | When I Kissed The Teacher | Rosie, Tanya, Donna, la mestra i els estudiants |
| 2     | I Wonder                  | Rosie, Tanya i Donna                            |
| 3     | One Of Us                 | Sophie i Sky                                    |
| 4     | Waterloo                  | Harry y Donna                                   |
| 5     | Why Did It Have To Be Me? | Bill, Harry i Donna                             |
| 6     | I Have A Dream            | Donna                                           |
| 7     | Kisses Of Fire            | Lazaros                                         |
| 8     | Andante, Andante          | Donna                                           |
| 9     | The Name Of The Game      | Donna                                           |
| 10    | Knowing Me, Knowing You   | Sam i Donna                                     |
| 11    | Mamma Mia                 | Rosie, Tanya i Donna                            |
| 12    | Angeleyes                 | Rosie, Tanya i Sophie                           |
| 13    | Dancing Queen             | Rosie, Tanya, Sophie, Sam, Bill i Harry         |
| 14    | I've Been Waiting For You | Rosie, Tanya i Sophie                           |
| 15    | Fernando                  | Ruby i Fernando                                 |
| 16    | My Love, My Life          | Donna i Sophie                                  |
| 17    | Super Trouper             | Tots                                            |
| 18    | The Day Before You Came   | Donna                                           |